# Triggernometry
Triggernometry è il quinto album di studio del gruppo musicale hardcore hip hop Onyx.

## Tracce
1. "Triggernometry (Intro)" – 0:58
2. "Gun Clap Music" – 4:08
3. "Stick Up" – 0:27
4. "JMJ" – 4:10
5. "Def Scams" – 0:39
6. "Street Is Us" – 2:52
7. "Source Awards" – 1:04
8. "Wild N Here" – 3:58
9. "'93 Flex" – 0:39
10. "O.N.y.X." – 3:54
11. "Wu da Competition" – 1:06
12. "Over" – 4:13
13. "B.I.G." – 1:17
14. "Look Dog" – 3:16
15. "Irv da A&R" – 0:53
16. "Next Niggas, Pt. 2" – 3:42
17. "Rappers in Flicks" – 0:31
18. "Champions" – 3:23
19. "Holla Back 50" – 2:30
20. "Mama Cryin" – 4:01
21. "Triggernometry (Outro)" – 0:37